# عین زحلتا
عین زحلتا (به عربی: عين زحلتا) یک منطقهٔ مسکونی در لبنان است که در شهرستان شوف واقع شده‌است.